# Dendrobieae
Tribu
Classification phylogénétique
Les Dendrobieae sont une tribu de la sous-famille des Epidendroideae, dans la famille des Orchidaceae.

## Liste dessous-tribuset desgenres
La classification phylogénétique sépare cette tribu en deux sous-tribus qui regroupent 15(NCBI) à 35(GRIN) genres d'orchidées.

Les publications scientifiques récentes mettent en évidence que les classifications ci-dessous sont loin d'être définitives. D'un côté, la liste des Jardins botaniques royaux de Kew considère toujours que de nombreux genres sont synonymes des genres Bulbophyllum et Dendrobium alors que l'étude de leur génome tend à prouver le contraire (Phylogénie).

Les genres mentionnés ci-dessous avec un astérisque(*) sont de bons exemples des contradictions actuelles entre les différentes institutions.

### Selon le NCBI[3]
- Bulbophyllinae Schltr. (1926).
  - Bulbophyllum
- Dendrobiinae G. Don in R. Sweet (1839).
  - Adelopetalum (*)[4] Fitzg. 1891.
  - Bryobium Lindl. 1836.
  - Cadetia
  - Cannaeorchis (synonyme)
  - Dendrobium
  - Diplocaulobium
  - Dockrillia (*)[5]Brieger 1981.
  - Drymoanthus Nicholls 1943.
  - Epigeneium
  - Flickingeria
  - Grastidium (synonyme)
  - Oxysepala (*)[6]D.L.Jones & M.A.Clem. 2002.
    - Oxysepala ovalifolia (Absent liste Kew, enregistré à l'IPNI)[7]

  - Pseuderia
  - Trias
  - Winika (synonyme)

### Selon le GRIN[8]
- Acrochaene Lindl. 1853. (absent dans la base NCBI)
- Bulbophyllum Thouars 1822.
- Cadetia Gaudich. 1829.
- Cannaeorchis M. A. Clem. & D. L. Jones 1997 (publ. 1998). (Dendrobium selon Kew)[9]
- Chaseella Summerh. 1961. (absent dans la base NCBI)
- Codonosiphon Schltr. 1913. (Bulbophyllum selon Kew)[10]
- Dactylorhynchus Schltr. 1913. (Bulbophyllum selon Kew)[11]
- Dendrobium Sw. 1799.
- Diplocaulobium (Rchb. f.) Kraenzl. in H.G.A.Engler 1910.
- Drymoda Lindl. 1838. (absent dans la base NCBI)
- Epigeneium Gagnep. 1932.
- Eriopexis (Schltr.) Brieger 1981. (Dendrobium selon Kew)[12]
- Ferruminaria Garay et al. 1994. (Bulbophyllum selon Kew)[13]
- Flickingeria A. D. Hawkes 1961.
- Genyorchis Schltr. 1900. (absent dans la base NCBI)
- Grastidium Blume 1825. (Dendrobium selon Kew)[14]
- Hapalochilus (Schltr.) Senghas 1978. (Bulbophyllum selon Kew)[15]
- Inobulbon (Schltr.) Schltr. & Kraenzl. 1910. (Dendrobium selon Kew)[16]
- Jejosephia A. N. Rao & Mani 1985. (absent dans la base NCBI)
- Mastigion Garay et al. 1994. (Bulbophyllum selon Kew)[17]
- Monomeria Lindl. 1830. (absent dans la base NCBI)
- Monosepalum Schltr. 1913. (Bulbophyllum selon Kew)[18]
- Oncophyllum D. L. Jones & M. A. Clem. 2001. (Bulbophyllum selon Kew)[19]
- Osyricera Blume 1825. (Bulbophyllum selon Kew)[20]
- Pedilochilus Schltr. in K.M.Schumann & C.A.G.Lauterbach 1905. (absent dans la base NCBI)
- Pseuderia Schltr. 1912.
- Rhytionanthos Garay, Hamer & Siegerist 1994. (Bulbophyllum selon Kew)[21]
- Saccoglossum Schltr. 1912. (absent dans la base NCBI)
- Sunipia Lindl. 1826. (absent dans la base NCBI)
- Synarmosepalum Garay, Hamer & Siegerist 1994. (Bulbophyllum selon Kew)[22]
- Tapeinoglossum Schltr. 1913. (Bulbophyllum selon Kew)[23]
- Tetrodon (Kraenzl.) M. A. Clem. & D. L. Jones 1998. (Dendrobium selon Kew)[24]
- Trias Lindl. 1830.
- Vesicisepalum (J. J. Sm.) Garay, Hamer & Siegerist 1994. (Bulbophyllum selon Kew)[25]
- Winika M.A.Clem., D.L.Jones & Molloy 1997. (Dendrobium selon Kew)[26]